# Friedrich Ferdinand, Duce de Schleswig-Holstein
Friedrich Ferdinand de Schleswig-Holstein-Sonderburg-Glücksburg (12 octombrie 1855 - 21 ianuarie 1934) a fost al patrulea Duce de Schleswig-Holstein-Sonderburg-Glücksburg.

## Familie și succesiune
Friedrich Ferdinand a fost fiul cel mare al lui Friedrich, Duce de Schleswig-Holstein-Sonderburg-Glücksburg și a Prințesei Adelheid de Schaumburg-Lippe și nepot al regelui Christian al IX-lea al Danemarcei. Friedrich Ferdinand a succedat ca Șef al Casei de Schleswig-Holstein-Sonderburg-Glücksburg și la titlul de duce după decesul tatălui său la 27 noiembrie 1885. Când Șeful Casei de Schleswig-Holstein-Sonderburg-Augustenburg Albert, Duce de Schleswig-Holstein a murit la 27 aprilie 1931, Friedrich Ferdinand a devenit Șef al Casei de Oldenburg și a moștenit titlurile de Duce de Augustenborg și Duce de Schleswig-Holstein.

## Căsătorie și copii
Friedrich Ferdinand s-a căsătorit cu Prințesa Karoline Mathilde de Schleswig-Holstein-Sonderburg-Augustenburg, fiica lui Frederic al VIII-lea, Duce de Schleswig-Holstein și a soției acestuia, Prințesa Adelheid de Hohenlohe-Langenburg, la 19 martie 1885 la Primkenau. Soția lui era sora mai mică a împărătesei Augusta Viktoria, soția împăratului Wilhelm al II-lea al Germaniei. Friedrich Ferdinand și Karoline Mathilde au avut cinci copii:
- Prințesa Viktoria Adelheid Helene Luise Marie Friederike de Schleswig-Holstein-Sonderburg-Glücksburg (31 decembrie 1885 – 3 octombrie 1970)
- Prințesa Alexandra Viktoria Auguste Leopoldine Charlotte Amalie Wilhelmine de Schleswig-Holstein-Sonderburg-Glücksburg (21 aprilie 1887 – 15 aprilie 1957)
- Prințesa Helene Adelheid Viktoria Marie de Schleswig-Holstein-Sonderburg-Glücksburg (1 iunie 1888 – 30 iunie 1962)
- Prințesa Adelheid Luise de Schleswig-Holstein-Sonderburg-Glücksburg (19 octombrie 1889 – 11 iunie 1964)
- Wilhelm Friedrich Christian Günther Albert Adolf Georg, Duce de Schleswig-Holstein (23 august 1891 – 10 februarie 1965)
- Prințesa Karoline Mathilde de Schleswig-Holstein-Sonderburg-Glücksburg (11 mai 1894 – 1972)